# Alex Frost
Alex Frost (født 17. februar 1987) er en amerikansk skuespiller. 
Frost blev født i Portland i Oregon i USA. Han forældre hedder Debbie og Jack, og han har en storebror ved navn Chris. Frost lever på nuværende tidspunkt i London, England.
Frost havde en hovedrolle i Gus Van Sants film Elephant (baseret på Massakren på Columbine High School) , der blev tildelt Palme d'Orprisen 2003. Siden Elephant, har Alex arbejdet med adskillige film, som The Queen of Cactus Cove, The Lost and The Standard. Han optrådte i sæson 3 episode af "NCIS" ved navn "Ravenous". Han spillede en bølle i Owen Wilsonfilmen Drillbit Taylor, der blev udgivet den 21. marts 2008 af Paramount Pictures.

## Filmografi
- Calvin Marshall (2009) som Calvin Marshall
- The Vicious Kind (2009) som Peter Sinclaire
- Drillbit Taylor (2008) som Terry Filkins
- Stop-Loss (2008) som Shorty
- The Standard (2006) as Dylan
- Navy NCIS: Naval Criminal Investigative Service som Jerry (2006, en episode)
- Queen of Cactus Cove (2005) som Achak
- The Lost (2005) som Tim Bess
- Elephant (2003) som Alex